# چاینا کارگو ایرلاینز
چاینا کارگو ایرلاینز (به انگلیسی: China Cargo Airlines) یک شرکت هواپیمایی با کد یاتا CK است که در تاریخ ۱۹۹۸ میلادی تأسیس شده‌است. دفتر مرکزی چاینا کارگو ایرلاینز در شانگهای، جمهوری خلق چین واقع شده‌است و قطب این شرکت هواپیمایی در فرودگاه بین‌المللی شانگهای هنگقیو قرار دارد و به ۲۰ مقصد، پرواز مستقیم انجام می‌دهد.